# Осипов, Алексей Николаевич
Алексей Николаевич Осипов — рядовой внутренних войск Министерства внутренних дел Российской Федерации, участник антитеррористических операций в период Второй чеченской войны, погиб при исполнении служебных обязанностей.

## Биография
Алексей Николаевич Осипов родился 7 ноября 1977 года в посёлке Комсомольский Чамзинского района Мордовской Автономной Советской Социалистической Республики. С семилетнего возраста учился в Комсомольской средней школе № 2. После её окончания поступил в Ковылкинский аграрно-строительный колледж.
23 июня 1998 года Осипов был призван на службу во Внутренние войска Министерства внутренних дел Российской Федерации. После вторжения незаконных вооружённых формирований сепаратистов с территории Чечни в Республику Дагестан он в составе своей части был переброшен на границу с автономией, в Ставропольский край. Принимал активное участие в боевых действиях против боевиков, будучи бойцом разведывательной роты. 8 сентября 1999 года в одном из таких столкновений в Дагестане Осипов получил шесть ранений — одно снайперской пулей в плечо и пять осколочных. За мужество, проявленное в этом бою, Указом Президента Российской Федерации он был удостоен ордена Мужества. Лечение проходил в Подмосковье, в военном госпитале, а затем в Комсомольской центральной районной больнице, во время отпуска по ранению.
Когда окончился отпуск, Осипов вернулся на Северный Кавказ. Участвовал в ожесточённых боевых действиях в Аргунском ущелье. 8 (по другим данным, 7) марта 2000 года в районе села Аллерой — родового села Аслана Масхадова — он находился в составе разведывательного секрета на участке возможного прорыва. Вместе с командиром взвода Осипов отправился в разведку, где столкнулся с превосходящими силами чеченских сепаратистов. В ожесточённом бою он получил многочисленные пулевые и осколочные ранения, от которых скончался на месте. Похоронен на кладбище в посёлке Комсомольский Чамзинского района Республики Мордовии.
Указом Президента Российской Федерации от 21 сентября 2000 года рядовой Алексей Николаевич Осипов посмертно был удостоен второго ордена Мужества.

## Память
- В честь Осипова названа улица в посёлке Комсомольском[3].
- Имя Осипова увековечено на памятнике жителям Комсомольского, погибшим в Чечне.
- Имя Осипова увековечено на мемориале в городе Зеленокумске Ставропольского края.